# Редверс, Болдуин, 6-й граф Девон
Болдуин Редверс (англ. Baldwin de Redvers; 1217 — 15 февраля 1245) — английский аристократ, 6-й граф Девон и лорд острова Уайт с 1239 года.

## Биография
Болдуин Редверс принадлежал к знатному английскому роду нормандского происхождения. Он был сыном Болдуина Редверса и Маргарет Фиц-Джеральд, внуком 5-го графа Девона и лорда острова Уайт Уильяма де Вернона. Его отец погиб молодым, а потому вполне возможно, что Болдуин-младший стал посмертным ребёнком. После достижения совершеннолетия, на Рождество 1239 года, Редверс был посвящён королём Генрихом III в рыцари и принёс вассальную присягу как 6-й граф Девон. В 1240 году он принял участие в крестовом походе баронов под началом Ричарда Корнуоллского.
В 1235 году Редверс женился на Амиции де Клер, дочери Гилберта де Клера, 4-го графа Хартфорд, и Изабеллы Маршал. В этом браке родились двое детей: Болдуин (1236—1262), 7-й граф Девон, и Изабелла (1237—1293), жена Уильяма де Форса, 4-го графа Омаль.